# 佐藤教男
佐藤 教男（さとう のりお、1927年 - 2025年7月10日）は、日本の化学工学者、電気化学者。北海道大学名誉教授。

## 人物・経歴
北海道小樽市生まれ。1948年山形大学工学部機械科卒業。1961年北海道大学工学博士。1986年北海道大学工学部長。
2001年オーリン・パラジウム賞、2005年電気化学会功績賞を受賞。同年瑞宝中綬章受章。
2025年7月10日、老衰のため北海道石狩市の病院で死去した。98歳没。

## 著書
- 『技術と技術者』佐藤教男先生退官記念事業会 1991年
- 『電極化学 上』日鉄技術情報センター 1993年
- 『電極化学 下』日鉄技術情報センター 1994年